# Barcelona Esporte Clube
O Barcelona Esporte Clube é um clube de futebol brasileiro da cidade do Rio de Janeiro, fundada em 5 de dezembro de 1999. Seu mascote é o cachorro e as cores são as mesmas do homônimo catalão.
Em março de 2011, a agremiação foi alvo de diversas reportagens do programa Globo Esporte. 

## História

### A fundação

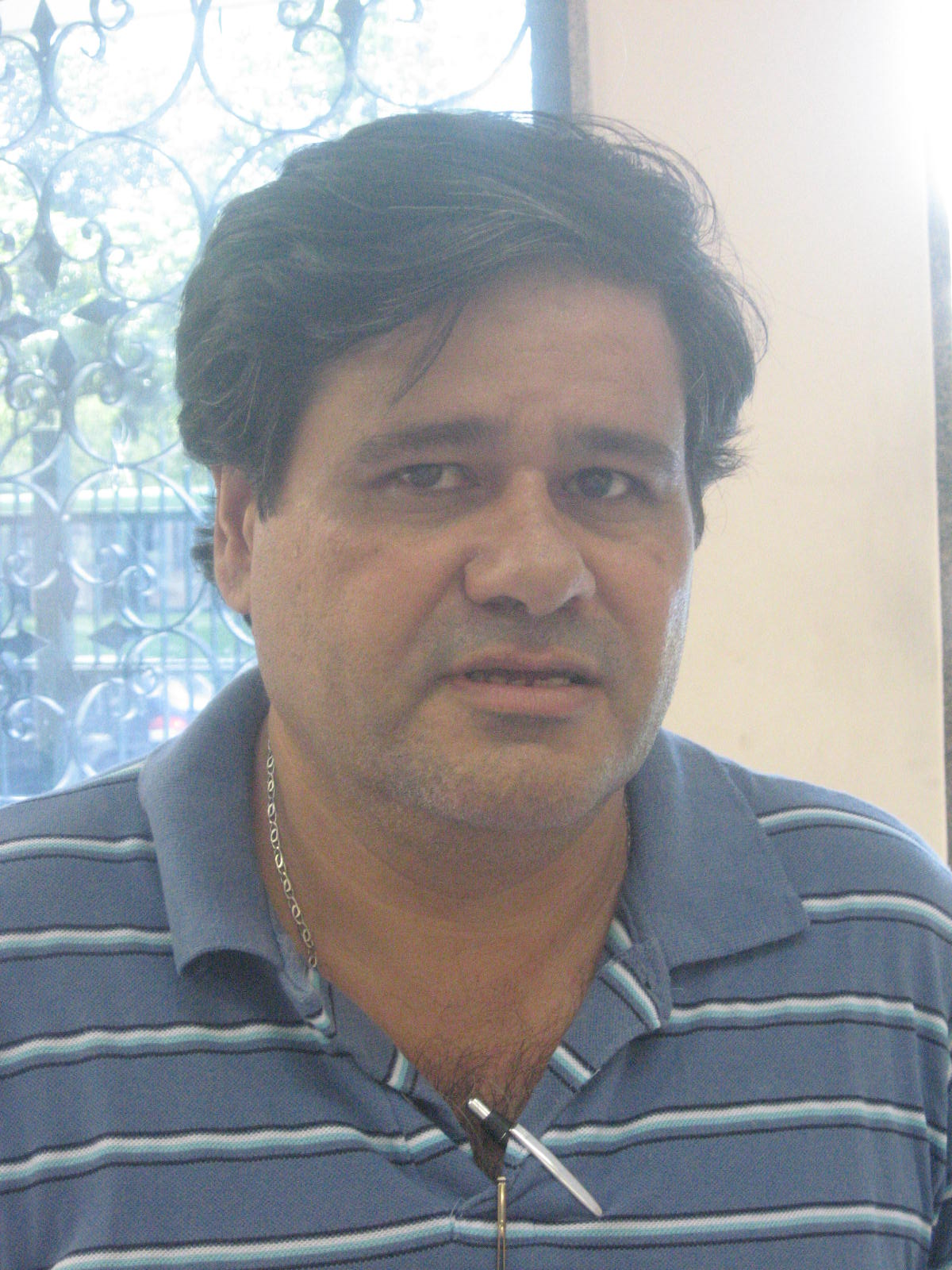
Augusto Vieira, o presidente.

Em realidade o Barça Carioca, como é carinhosamente conhecido, é o legítimo sucessor do antigo Internacional Futebol Clube, de Curicica, pois foi fundado pela mesma dupla de dirigentes: Valdeir Penudo e Augusto Vieira.

### 2000
Agremiação que homenageia o prestigioso FC Barcelona, da Catalunha, por conta do sucesso na época no clube catalão de Ronaldinho Gaúcho, o homônimo carioca estreou no profissionalismo em 2000, na disputa do Campeonato Estadual da Quarta Divisão, chamado à época de Série A-3, no mesmo ano. Fica apenas em quinto na classificação final da primeira fase ao ser superado pelo classificado à final Casimiro de Abreu Esporte Clube. Copacabana Sport Club e Esporte Clube Taquaral, Heliópolis Atlético Clube o superaram. Atrás ficaram Tomazinho Futebol Clube, União Central Futebol Clube e Centro de Futebol Miguel de Vassouras Sociedade Esportiva. O São João de Meriti Futebol Clube deixou o campeonato e seus resultados foram anulados. Na segunda fase, o Barça fica na última posição ao ser superado novamente pelo Casimiro de Abreu Esporte Clube, que por ter ganhado essa fase se sagrou campeão antecipadamente. União Central Futebol Clube, Copacabana Sport Club, Centro de Futebol Miguel de Vassouras Sociedade Esportiva, Esporte Clube Taquaral e Tomazinho Futebol Clube completam a lista. O Heliópolis acabou eliminado da competição e seus resultados foram anulados.

### 2001 a 2010
Em 2001, é convidado a disputar a fase preliminar do Campeonato Estadual da Segunda Divisão de Profissionais. O clube fica em penúltimo no Grupo "C" e é eliminado ao ser superado pelos classificados Independente Esportes Clube Macaé, Rodoviário Piraí Futebol Clube e Canto do Rio Foot-Ball Club. O último da chave foi o União Central Futebol Clube. 
Em 2002, se licencia das competições profissionais. 
Volta em 2003, na Segunda Divisão. Fica apenas em terceiro na chave, sendo logo eliminado da competição ao ser superado pelo classificado Volta Redonda Futebol Clube. O Bonsucesso Futebol Clube foi o segundo e o Esporte Clube Lucas o quarto e último. Como não havia passado dessa fase preliminar, não consegue, por conseguinte, a participação para o ano seguinte na mesma divisão. No mesmo ano disputa a Terceira Divisão no Grupo "D". Fica em terceiro em sua chave e, portanto, não consegue se classificar para a fase final ao ser superado pelos classificados Bonsucesso Futebol Clube e Três Rios Futebol Clube. A União Esportiva Coelho da Rocha foi a quarta e o Esporte Clube Lucas, o lanterna. 
Em 2004, se licencia novamente da Terceira Divisão. 

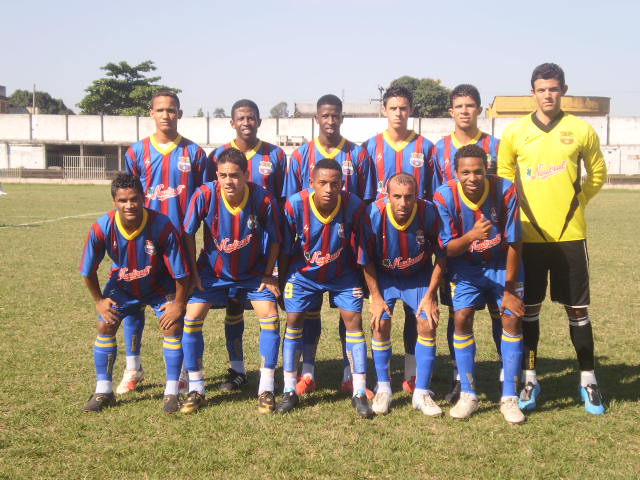
Equipe do Barcelona, em 2009.

Somente em 2009, retorna às competições, participando da Terceira Divisão. Se classifica em segundo no Grupo "C" ao ser superado pelo Leme Futebol Clube Zona Sul. O terceiro colocado, Serrano Foot Ball Club também se classifica. Arraial do Cabo e Duquecaxiense Futebol Clube são eliminados. Na segunda fase, o Barça é inserido no Grupo II e fica em último ao término da fase. Se classificam Rio das Ostras Futebol Clube e Clube Atlético Castelo Branco. O Rubro Social Esporte Clube também não consegue a classificação.
Em 2010, participa do Grupo "C" do Campeonato Estadual da Série C. É eliminado ao ficar em quarto na primeira fase ao ser superado por Duquecaxiense Futebol Clube, Rubro Social Esporte Clube e Campo Grande Atlético Clube. Nilópolis Futebol Clube e Futuro Bem Próximo Atlético Clube também não conseguem a classificação.

### 2011–

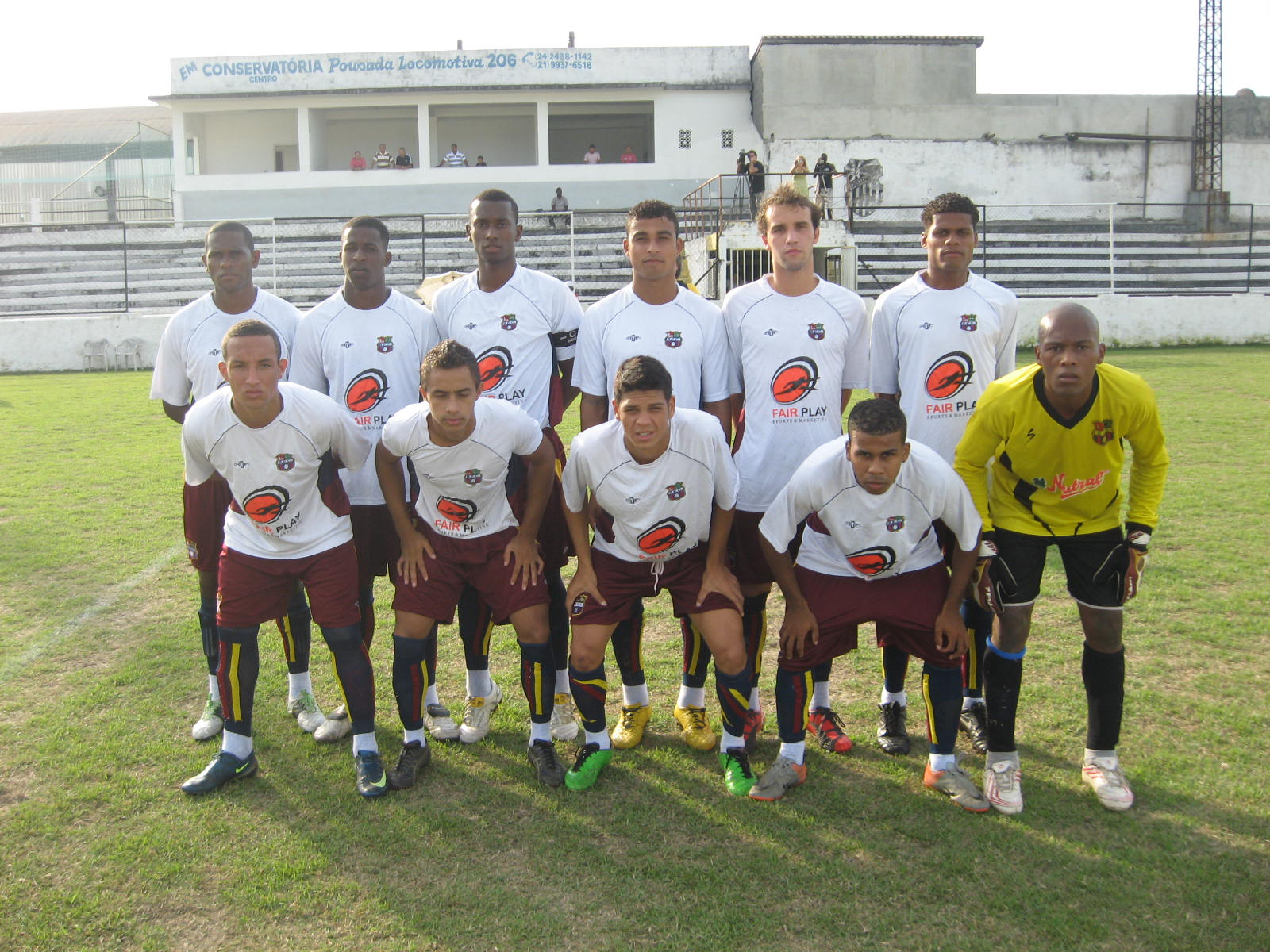
Equipe profissional em 2011.

Em 2011, é inserido no Grupo "D" e consegue a classificação à segunda fase ao ficar em quarto. Goytacaz Futebol Clube, Santa Cruz Futebol Clube e Associação Atlética Carapebus ocupam as três primeiras posições. Rubro Social Esporte Clube e Clube de Futebol São José são eliminados. Na segunda fase, participa do Grupo "H", permanecendo na última posição. Grêmio Mangaratibense e Sociedade Esportiva de Búzios são os classificados. O Centro Esportivo Arraial do Cabo fica na última posição.

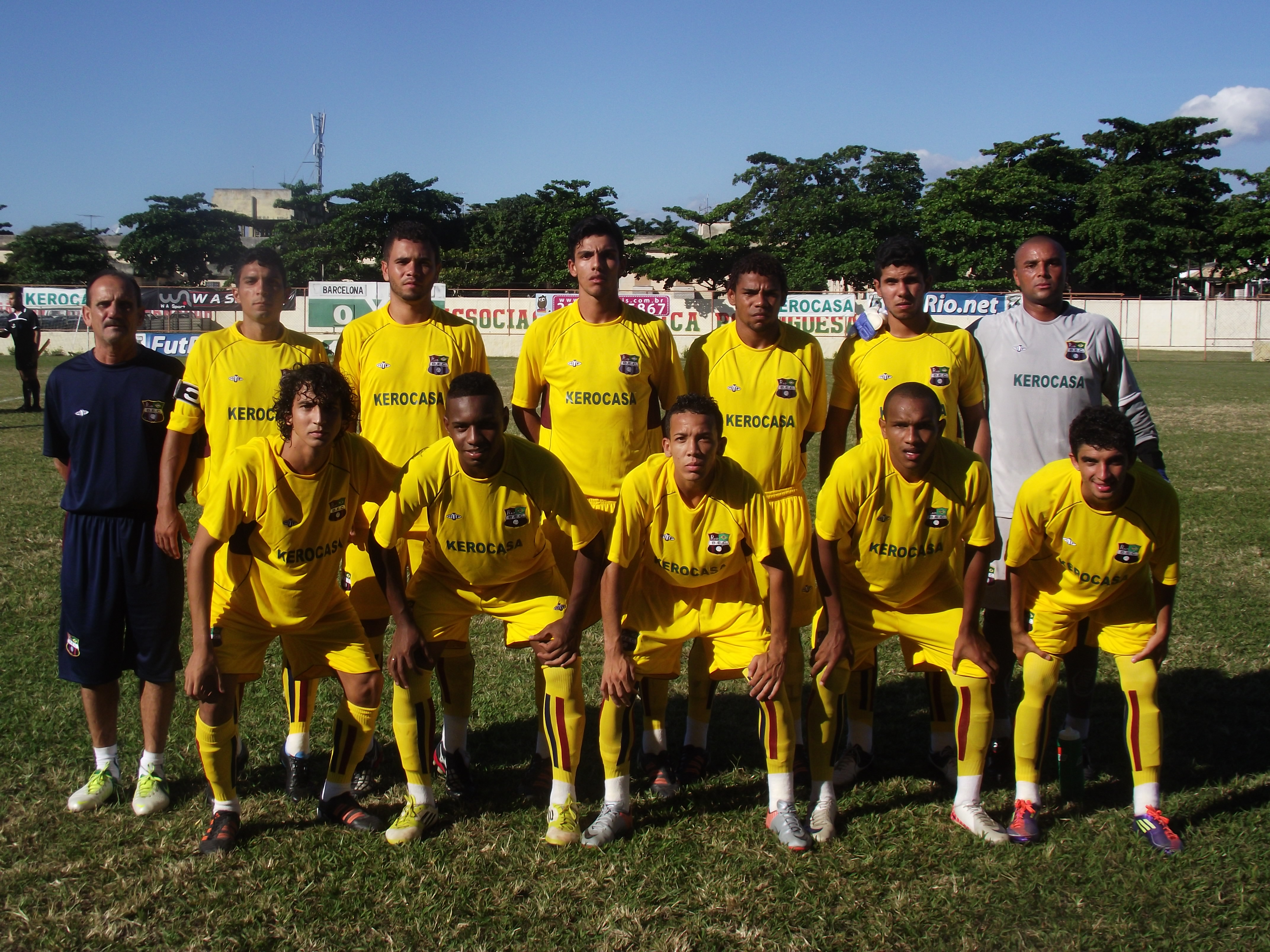
Barcelona em 2013.

Foi também um dos clubes que disputou a Liga dos Campeões do Globo Esporte, que contou com clubes do Rio homônimos de times europeus.
Em 2012, o Barça se classifica em quarto no Grupo "A" ao ser superado por Clube Atlético da Barra da Tijuca, Villa Rio Esporte Clube e Queimados Futebol Clube. União de Marechal Hermes Futebol Clube e Centro Esportivo Social Arturzinho são eliminados. Na segunda fase, participa do Grupo "F" e acaba eliminado a ficar em terceiro na chave e ser superado pelos classificados Clube Atlético da Barra da Tijuca e América de Três Rios. O Rubro Social Esporte Clube ficou na última posição.
Em 2013, o Barcelona disputou a Série C. Ficou em segundo do Grupo A na fase de classificação com 21 pontos, atrás somente do Mangaratibense. Sua campanha na primeira fase foi de 6 vitórias, 3 empates e apenas 1 derrota. A equipe marcou 20 gols e sofreu 14. No 1° turno de classificação da segunda fase, o time ficou na segunda posição do Grupo H, com 9 pontos. Já no 2° turno, somou apenas 4 pontos, na quarta colocação do Grupo H. Na classificação geral ficou em sétimo colocado, com um total de 14 pontos e se classificou para as semifinais. Nas semifinais, empatou por 1 a 1 a primeira partida como Queimados e perdeu por 2 a 1 na segunda, deixando assim escapar a chance de conquistar a vaga para a série B de 2014.
Em 2025, o Barcelona foi excluído da Série C, a quinta divisão carioca, pela Federação de Futebol do Estado do Rio de Janeiro (FERJ) por conta de suspeitas envolvendo a manipulação de apostas esportivas em duas partidas da competição: no 10 a 0 contra o Santa Cruz-RJ e no 4 a 0 contra o Vera Cruz, o que resultou em vitória por W.O. para o Juventus, União Central e EC Resende. 